# Rahel Frey
Rahel Frey (Niederbipp, 23 febbraio 1986) è una pilota automobilistica svizzera specializzata nella categoria GT, ha vinto la 24 Ore del Nürburgring nel 2019 nella classe SP8.

## Carriera
Rahel Frey, nel 2004 inizia la sua carriera agonistica in monoposto correndo nella Renault Speed Trophy F2000 la pilota svizzera ottiene una vittoria e chiude quarta in classifica. L'anno seguente partecipa a due campionati della Formula Renault, la serie svizzera dove ottiene due vittorie e arriva terza in classifica e nella serie tedesca dove non ottiene ottimi risultati.
Nel 2006 si unisce al team Jenzer Motorsport, Frey partecipa al Eurocup Formula Renault 2.0 e alla serie Formula Renault 2.0 Italia e l'anno seguente corre nella Formula Masters, un campionato molto competitivo, vinto da Jérôme d'Ambrosio. Nel 2008 passa al team Van Amersfoort Racing insieme a Laurens Vanthoor per competere nella F3 tedesca, il suo primo anno nella serie è deludente ma l'anno successivo passa al team Jo Zeller Racing ed ottiene una vittoria e quattro podi chiudendo settima in classifica finale pur avendo saltato alcune gare.
Dal 2010 Frey lascia le corse in monoposto per passare alle GT, già dal quel anno ha la possibilità di esordire nella 24 Ore di Le Mans con la Ford GT1 del team Matech Competition. Nel 2011 si lega al marchio Audi e partecipa al Deutsche Tourenwagen Masters (DTM) con il team Team Phoenix. Dopo un primo anno deludente passa al team Audi Sport Team Abt e ottiene i primi buoni risultati nella serie, ma a fine stagione decide di lasciare la competizione.
Dal 2013 al 2019 la svizzera rimane legata al'Audi, nel 2014 ottiene un terzo posto nella Audi R8 LMS Cup China, ottiene diversi ottimi risultati nella 24 Ore del Nürburgring, dove nel 2019 arriva la vittoria nella classe SP8.

### Mondiale Endurance
Nel 2019, Frey passa alla European Le Mans Series guidando la Ferrari 488 GTE del team Kessel Racing. Con un equipaggio tutto al femminile portano il team a conquistare due podi e chiude quarta in classifica. Lo stesso anno prende parte, con il team, anche alla 24 Ore di Le Mans nella classe GT Am.
Nel 2020 passa al team Iron Lynx correndo sempre nella European Le Mans Series. Frey ottiene tre podi e chiude quinta in classifica. L'anno seguente la pilota svizzera si divide in due programmi, corre sia nel ELMS che nel Campionato del mondo endurance.

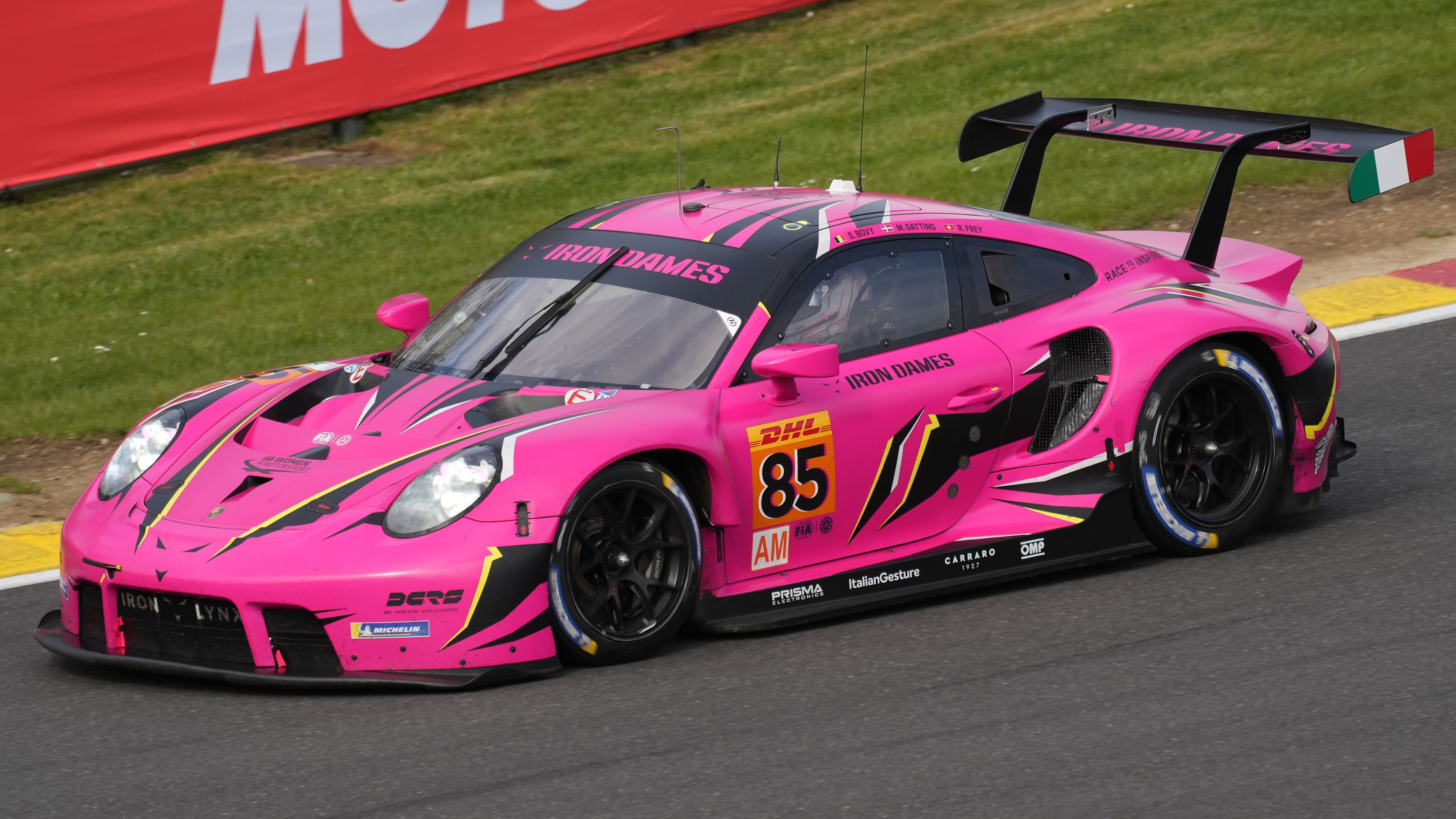
Rahel Frey durante la 6 ore di Spa 2023 con la Porsche 911 RSR - 19

Il 2022 è un ottimo anno per Frey, ottiene la sua prima vittoria nel ELMS durante la 4 ore di Portimão ed finisce terza in campionato. Nel Mondiale endurance ottiene due pole e tre podi chiudendo a fine stagione quarta in classifica.
Rimasta legata alla Iron Dames, nel 2023, a guida della Lamborghini Huracán GT3 Evo 2 parteciperà alla 24 Ore di Daytona e alle altre corse della Michelin Endurance Cup. Lo stesso anno con la Porsche 911 RSR - 19 prende parte al Campionato del mondo endurance, durante la 6 Ore di Portimão  ottiene il terzo posto.
Per la stagione 2024 del WEC salta le prime due corse per poi tornare con il team italiano dalla 6 Ore di Spa-Francorchamps.

## Risultati

### Risultati completi DTM
| Anno    | Team                | Vettura          | 1   | 2   | 3   | 4   | 5   | 6   | 7   | 8   | 9   | 10  | Punti | Pos. |
| ------- | ------------------- | ---------------- | --- | --- | --- | --- | --- | --- | --- | --- | --- | --- | ----- | ---- |
| 2011    | Team Phoenix        | Audi A4 DTM 2008 | HOC | ZAN | RBR | LAU | NOR | NÜR | BRH | OSC | VAL | HOC | 0     | 19º  |
| 2011    | Team Phoenix        | Audi A4 DTM 2008 | 15  | 17  | 17  | 15  | 17  | 16  | 17  | 12  | 14  | 16  | 0     | 19º  |
| 2012    | Audi Sport Team Abt | Audi A5 DTM      | HOC | LAU | BRH | RBR | NOR | NÜR | ZAN | OSC | VAL | HOC | 6     | 19º  |
| 2012    | Audi Sport Team Abt | Audi A5 DTM      | 16  | 20  | 18  | 15  | 17  | 14  | Rit | Rit | 7   | 16  | 6     | 19º  |
| Legenda |                     |                  |     |     |     |     |     |     |     |     |     |     |       |      |

### Risultati 24 ore di Le Mans
| Anno | Team               | Co-Piloti                        | Auto                | Classe | Giri | Pos. | Classe Pos. |
| ---- | ------------------ | -------------------------------- | ------------------- | ------ | ---- | ---- | ----------- |
| 2010 | Matech Competition | Natacha Gachnang Cyndie Allemann | Ford GT1            | GT1    | 59   | DNF  | DNF         |
| 2019 | Kessel Racing      | Michelle Gatting Manuela Gostner | Ferrari 488 GTE     | GTE Am | 330  | 39°  | 9°          |
| 2020 | Iron Lynx          | Michelle Gatting Manuela Gostner | Ferrari 488 GTE Evo | GTE Am | 332  | 34°  | 9°          |
| 2021 | Iron Lynx          | Michelle Gatting Sarah Bovy      | Ferrari 488 GTE Evo | GTE Am | 332  | 36°  | 9°          |
| 2022 | Iron Dames         | Michelle Gatting Sarah Bovy      | Ferrari 488 GTE Evo | GTE Am | 339  | 40°  | 7°          |
| 2023 | Iron Dames         | Michelle Gatting Sarah Bovy      | Porsche 911 RSR-19  | GTE Am | 312  | 30º  | 4º          |
| 2025 | Iron Dames         | Michelle Gatting Célia Martin    | Porsche 911 RSR-19  | GTE Am | 334  | 48º  | 16º         |

### Risultati ELMS
| Anno    | Team          | Classe | Auto                | LEC | MNZ | CAT | SIL | SPA | POR | Punti | Pos. |
| ------- | ------------- | ------ | ------------------- | --- | --- | --- | --- | --- | --- | ----- | ---- |
| 2019    | Kessel Racing | LMGTE  | Ferrari 488 GTE     | 2   | 6   |     |     |     |     | 68    | 4°   |
| 2019    | Kessel Racing | LMGTE  | Ferrari 488 GTE Evo |     |     | 4   | 2   | 4   | Rit | 68    | 4°   |
| Anno    | Team          | Classe | Auto                | LEC | SPA | LEC | MNZ | POR |     | Punti | Pos. |
| 2020    | Iron Lynx     | LMGTE  | Ferrari 488 GTE Evo | 3   | 5   | 3   | 3   | 6   |     | 61    | 5°   |
| Anno    | Team          | Classe | Auto                | CAT | RBR | LEC | MNZ | SPA | POR | Punti | Pos. |
| 2021    | Iron Lynx     | LMGTE  | Ferrari 488 GTE Evo | 4   | NC  | Rit | 6   | 3   | 3   | 50    | 9°   |
| Anno    | Team          | Classe | Auto                | PAU | IMO | MON | BAR | SPA | POR | Punti | Pos. |
| 2022    | Iron Lynx     | LMGTE  | Ferrari 488 GTE Evo | 4   | 8   | 5   | Rit | 2   | 1   | 70    | 3°   |
| Legenda |               |        |                     |     |     |     |     |     |     |       |      |

### Risultati WEC
| Anno    | Squadra    | Classe   | Vettura                       | SPA | ALG | MNZ | LMS | BHR | BHR |     |     | Punti | Pos. |
| ------- | ---------- | -------- | ----------------------------- | --- | --- | --- | --- | --- | --- | --- | --- | ----- | ---- |
| 2021    | Iron Lynx  | LMGTE Am | Ferrari 488 GTE Evo           | 8   | 6   | 8   | 6   | 8   | 8   |     |     | 46    | 10°  |
| Anno    | Squadra    | Classe   | Vettura                       | SEB | SPA | LMS | MON | FUJ | BHR |     |     | Punti | Pos. |
| 2022    | Iron Dames | LMGTE Am | Ferrari 488 GTE Evo           | 5   | 10  | 6   | 2   | 2   | 3   |     |     | 93    | 4°   |
| Anno    | Squadra    | Classe   | Vettura                       | SEB | ALG | SPA | LMS | MON | FUJ | BHR |     | Punti | Pos. |
| 2023    | Iron Dames | LMGTE Am | Porsche 911 RSR - 19          | 8   | 3   | 5   | 4   | 5   | 4   | 1   |     | 118   | 2°   |
| Anno    | Squadra    | Classe   | Vettura                       | QAT | IMO | SPA | LMS | SÃO | COA | FUJ | BHR | Punti | Pos. |
| 2024    | Iron Dames | LMGT3    | Lamborghini Huracán GT3 Evo 2 |     |     | 5   | 4   | Rit | 13  | 4   | 10  | 48    | 12°  |
| Anno    | Squadra    | Classe   | Vettura                       | QAT | IMO | SPA | LMS | SÃO | COA | FUJ | BHR | Punti | Pos. |
| 2025    | Iron Dames | LMGT3    | Porsche 911 GT3 R (992)       | 13  | 8   | 10  | 10  |     |     |     |     | 7*    |      |
| Legenda |            |          |                               |     |     |     |     |     |     |     |     |       |      |

* Stagione in corso.